# Герасимов Володимир Іванович
Герасимов Володимир Іванович (24 серпня 1907, Москва — 10 листопада 1989, Москва) — радянський кінорежисер, сценарист.

## Біографія
Закінчив акторське відділення Кінокурсів імені Бориса Чайковського (1927).

У 1926—1929 роках — актор кіностудій Союзкіно і «Центрпосредрабіс» (Москва).

У 1929—1931 роках служив у Червоній Армії.

З 1931 року — асистент режисера і режисер кіностудії «Мосфільм» (у 1949—1951 роках — режисер кіностудії імені Максима Горького).

Учасник Другої світової війни.

## Фільмографія

### Режисер
- 1953 — Застава в горах[джерело?]
- 1957 — Гутаперчевий хлопчик
- 1959 — Пісня про Кольцова
- 1960 — Випробувальний термін
- 1961 — Академік з Асканії
- 1963 — Невигадана історія
- 1966 — Чорт з портфелем

### Сценарист
- 1988 — Пуща